# Finito de Moscú
Román Karpoukhine (Járkov, Ucrania, 1967), más conocido como Finito de Moscú, es un torero ucraniano afincado en Moscú (Rusia) que saltó a la fama tras inscribirse en la Escuela Taurina de Barcelona y debutar como novillero en la Monumental de Barcelona en el año 2000.
Está considerado como el único exponente de la tauromaquia en Rusia junto con la rejoneadora Lidia Artomónova promotora de la celebración de una corrida de toros en Moscú a finales del siglo XX.

## Biografía
Roman Karpujin emigró junto a su familia desde Ucrania hasta Rusia, instalándose en Moscú. En la capital rusa ingresó dentro de la Fuerza Área Militar, donde se graduó como capitán. En los años 90, con motivo de la caída de la URSS y el inicio de la Perestroika, Karpujin se adentró en la seguridad federal del Gobierno de Rusia en el cuerpo antiterrorista, viajando a lugares como Chechenia.
En 1995, Karpujin decidió viajar a España, instalándose en Albacete, y trabajando como entrenador de baile deportivo. En este momento fue cuando entabló relación con el torero Manuel Amador, quien le iniciará en el mundo taurino e ingresará en la Escuela Taurina de Albacete. Su decisión de ser torero fue para comprobar qué se siente y qué lleva a un hombre a decidir jugarse la vida frente a un toro. Su admiración por la figura del diestro de Sabadell Juan Serrano Finito de Córdoba fue lo que le llevó a apodarse como Finito de Moscú, por ser también el lugar donde fijó su residencia al instalarse en España.
La notoriedad pública que alcanzó Finito de Moscú tras su andanza en los ruedos determinó su aparición en los medios de comunicación, apareciendo en periódicos y programas de televisión, siendo entrevistado por periodistas como Javier Sardá.

## Carrera profesional
La carrera profesional de Roman Karpujin como torero se inicia a partir de 1995 cuando decide ingresar en la Escuela Taurina de Albacete de mano de su amigo el matador de toros Manuel Amador. A partir de este momento iniciará su incursión dentro del mundo del toro, llegando a ser alumno, también, de la Escuela Taurina de Barcelona, donde ingresó en 1997; quien le conseguirá alcanzar el sueño de vestirse de luces y debutar en una plaza de primera categoría como la Monumental de Barcelona.
Su participación en distintas novilladas dentro del circuito de plazas de toros catalanas, determinó el aumento de público extranjero, especialmente de origen ruso, al verse atraídos por el reclamo que ofrecía en los carteles la existencia de un torero procedente de la antigua Unión Soviética. Igualmente, en las entrevistas concedidas a los medios, se consideró como un torero particular que incluso llegó a inventar dos pases propios, denominados el "pase del barril y el pase de la campana".

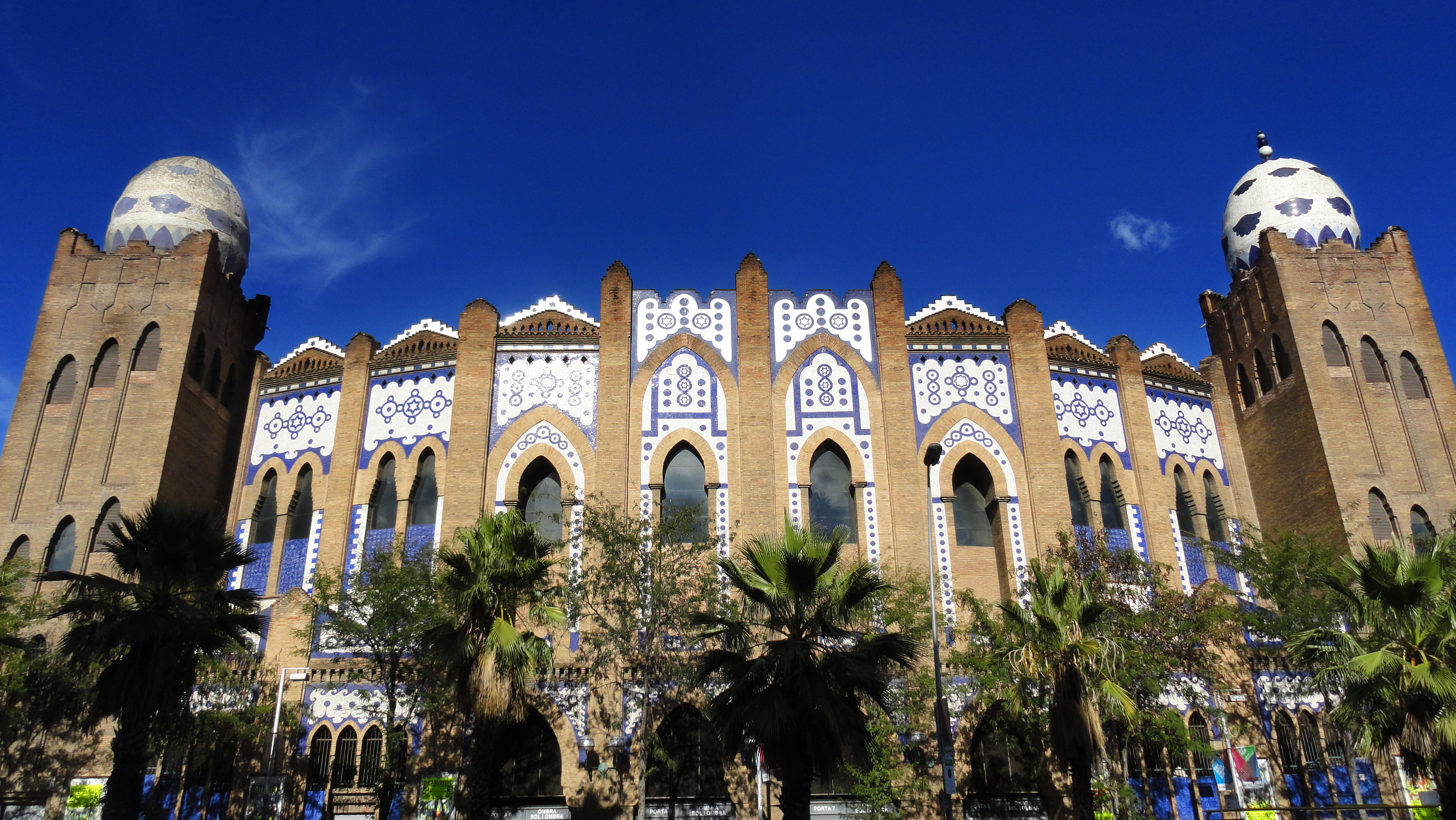
Finito de Moscú debutó en la Plaza de toros Monumental de Barcelona el 16 de abril dell año 2000

### Debut con picadores
Su debut con picadores llegó el 16 de abril del año 2000, en la Plaza de toros Monumental de Barcelona. Una tarde de toros en la que intervenían los alumnos de la Escuela Taurina de Barcelona Raúl Cuadrado, Omar Guerra, López Díaz, Serafín Marín y Juan de Lucía. En esta ocasión se lidiaron reses de la ganadería salmantina de Agustínez. En la tarde de su debut, el diestro soviético visitó de azul y oro, como guiño a su antiguo uniforme militar.

A los ojos de la crítica, el debut de Finito de Moscú estuvo por debajo de las expectativas que había levantado su comparecencia puesto que pareció no tener el conocimiento necesario de la lidia para resolver las cualidades del novillo que le tocó en suerte. Así, recibió fuertes críticas tras su actuación que se consideró más como una cuestión anecdótica:
Todo ha quedado reducido a una pura y exótica anécdota, porque el tal Finito no tiene ni idea del asunto, anduvo como sonámbulo por el ruedo, no paró los pies un momento y, gracias a que a veces se aparta del camino del eral y que éste fue en extremo bondadoso, no sufrió ningún percance. Y para qué contarles dónde colocó la espada en sus tres entradas. Total, que si quiere seguir por ese camino del toreo, tendrá que darle duro al aprendizaje y no abordar compromisos que no se vea capaz de resolver.
A finales de año toreó uno de sus últimos compromisos en público, en la Plaza de toros de Olot (Gerona). En aquella ocasión intervino lidiado un eral dentro de una corrida de doña Caridad Cobaleda, en la que estuvieron acartelados los diestros Mariano Jiménez y Manolo Bejarano, y en la que la actuación del torero ucraniano se saldó con un silencio tras su actuación. Entre 2001 y 2005, año de su retirada, Karpujin llegó a lidiar 7 festejos y 20 festivales entre España, México y Estados Unidos, que se saldaron artísticamente con dos orejas y un rabo.